# Cagnoaldo de Laon
Chagnoald (en francés Cagnoald, Cagnou) (d. 633) fue un obispo franco de Laon durante el siglo VII. Es venerado como santo por la Iglesia Católica.

## Biografía
Su familia pertenecía a la rama de los Faronidas. Su hermano era San Faro, obispo de Meaux, y su hermana Santa Burgundofara, que fundó el convento de Faremoûtiers. Todos eran hijos del canciller de Dagoberto I, Chagnerico.
Cagnoaldo se puso los hábitos en Luxeuil, y fue ordenado obispo de Laon. En esa posición, fue amenazado por el rey Teoderico II, por haber criticado su conducta inmoral. Teodorico mandó exiliar al religioso de sus territorios en 610. Cagnoaldo encontró refugio en el territorio de Teoderico II, y trabajó con Columbano de Luxeuil como misionero en la zona del lago Constanza.
Posteriormente, Teodorico tomó el control de esos territorios también. Columbano y Cagnoaldo viajaron a Roma. A la muerte de Columbano, volvió a su antigua diócesis y retomó sus obligaciones como obispo. Participó en el arzobispado de Reims en 630.